# Domenico Loricato
Domenico Loricato (Cantiano, ... – San Severino Marche, 14 ottobre 1060) fu un eremita camaldolese che la Chiesa cattolica venera come santo.

## Biografia
Le scarse informazioni biografiche su Domenico Loricato sono desunte da una Vita agiografica redatta da Pier Damiani e dedicata a papa Alessandro II.
Era probabilmente originario di Luceoli, l'odierna Cantiano. I genitori, a sua insaputa, ottennero la sua ordinazione in cambio di una pelle di capra: quando Domenico seppe dell'atto simoniaco, si ritirò in penitenza tra i camaldolesi dell'eremo di Luceoli. In quell'eremo o a Fonte Avellana, dove soggiornò in seguito, conobbe Pier Damiani, di cui fu allievo.
Nella vita si assoggettò a numerose penitenze: vestiva una lorica (donde il soprannome "Loricato"), recitava il salterio due volte al giorno, si flagellava con catenelle di ferro, faceva numerose genuflessioni, dormiva a terra, si nutriva di pane e erbe.
Morì nell'eremo camaldolese di Frontale, alle falde del monte San Vicino.

## Culto
Il suo elogio si legge nel Martirologio romano al 14 ottobre.